# Stomolophus meleagris
Espèce
Stomolophus meleagris est une espèce de méduses de la famille des Rhizostomatidae. Elle a une hauteur moyenne de 12,7 cm et une largeur de 18 cm, certaines pouvant dépasser 25 cm de largeur. Appelée méduse boulet de canon, elle nage continuellement à des vitesses atteignant 15 cm/s. 

### Vidéo
- (en) [vidéo] « Stomolophus meleagris », sur YouTube